# بخش شبانکاره
بخش شبانکاره یکی از بخش‌های شهرستان دشتستان در استان بوشهر در جنوب کشور ایران است.

## مردم‌شناسی

### قومیت مردم
اکثر جمعیت بخش شبانکاره را قوم لر تشکیل می‌دهد و تعدادی خانواده های سیاهپوست و عرب زندگی می کنند.

### زبان
مردم شبانکاره به زبان لری با گویش لری جنوبی لهجه لیراوی گفتگو می‌کنند.

## تاریخچه
جان گوردن لوریمر در کتاب راهنمای خلیج فارس: تاریخ و جغرافیای استان بوشهر، شبانکاره را چنین معرفی می‌کند: «شبانکاره از مغرب به رود شور محدود است که آن را از حیات داوود جدا نموده و از شمال و مشرق به کوهستان خارج از مناطق ساحلی ایران محدود می‌گردد که این کوهسار در این قسمت موسوم به «طویسه» است و از جانب رودخانه حله آن را محدود می‌کند؛ بنابراین طول آن از شمال باختری - جنوب خاوری نزدیک به ۲۰ میل و عرض آن ۱۲۰ میل است.»

## تقسیمات کشوری
در تاریخ ۲۱ شهریور ۱۳۶۹ با تصویب وزراء عضو کمیسیون سیاسی دفاعی هیئت دولت بخش شبانکاره به مرکزیت روستای دهکهنه شامل دهستان‌های شبانکاره و درواهی تأسیس شد. در تاریخ ۱۸ مرداد ۱۳۸۸ بخش آب‌پخش به مرکزیت شهر آب‌پخش مشتمل بر دهستان‌های درواهی و دشتی اسماعیل‌خانی از بخش شبانکاره منفک و مستقل گردید.
در حال حاضر بخش شبانکاره یک دهستان دارد. تعداد ۳۱ آبادی در این بخش وجود دارد که ۲۹ آبادی آن دارای سکنه و دو آبادی خالی از سکنه می‌باشد.
- دهستان شبانکاره
- شهرها: شبانکاره.
- دهیاری‌های روستاهای بخش شبانکاره عبارتند از:
- روستای خلیفه
- روستای دهداران سفلی
- روستای بویری
- روستای گلدشت
- روستای محمدجمالی
- روستای سراج آباد
- روستای عطیبه
- روستای ذکریایی
- روستای پلنگی
- روستای چاهدول
- روستای چهل زرعی عجم
- روستای میلک
- روستای بُهر
- روستای دهداران علیا
- روستای خیارزار
- روستای لایپه
- روستای شاه فیروز
- روستای سمیعا
- روستای چهل زرعی عرب
- روستای بنه عباس

## جمعیت
بنابر سرشماری سال ۱۳۹۵، جمعیت بخش شبانکاره در سال ۱۳۹۵ برابر با ۲۲۳۴۸ نفر بوده‌است. از این تعداد، ۷٬۹۰۰ نفر در شهر شبانکاره (مرکز بخش شبانکاره) و ۱۴٬۴۴۸ نفر در روستاهای بخش شبانکاره ساکن هستند.
| دهستان          | مرکز دهستان  | جمعیت دهستان (۱۳۹۵) | روستا        | جمعیت روستا (۱۳۹۵) |
| --------------- | ------------ | ------------------- | ------------ | ------------------ |
| دهستان شبانکاره | شهر شبانکاره | ۱۴٬۴۴۸              | خلیفه        | ۱٬۹۷۶              |
| دهستان شبانکاره | شهر شبانکاره | ۱۴٬۴۴۸              | دهداران سفلی | ۱٬۸۷۲              |
| دهستان شبانکاره | شهر شبانکاره | ۱۴٬۴۴۸              | بویری        | ۱٬۴۵۲              |
| دهستان شبانکاره | شهر شبانکاره | ۱۴٬۴۴۸              | گلدشت        | ۱٬۱۲۶              |
| دهستان شبانکاره | شهر شبانکاره | ۱۴٬۴۴۸              | محمدجمالی    | ۸۲۷                |
| دهستان شبانکاره | شهر شبانکاره | ۱۴٬۴۴۸              | سراج آباد    | ۸۲۶                |
| دهستان شبانکاره | شهر شبانکاره | ۱۴٬۴۴۸              | عطیبه        | ۷۲۵                |
| دهستان شبانکاره | شهر شبانکاره | ۱۴٬۴۴۸              | ذکریایی      | ۶۵۰                |
| دهستان شبانکاره | شهر شبانکاره | ۱۴٬۴۴۸              | پلنگی        | ۵۷۹                |
| دهستان شبانکاره | شهر شبانکاره | ۱۴٬۴۴۸              | چاهدول       | ۵۰۸                |
| دهستان شبانکاره | شهر شبانکاره | ۱۴٬۴۴۸              | چهل زرعی عجم | ۴۷۶                |
| دهستان شبانکاره | شهر شبانکاره | ۱۴٬۴۴۸              | میلک         | ۴۵۴                |
| دهستان شبانکاره | شهر شبانکاره | ۱۴٬۴۴۸              | بُهر          | ۴۳۰                |
| دهستان شبانکاره | شهر شبانکاره | ۱۴٬۴۴۸              | دهداران علیا | ۴۱۰                |
| دهستان شبانکاره | شهر شبانکاره | ۱۴٬۴۴۸              | خیارزار      | ۴۰۸                |
| دهستان شبانکاره | شهر شبانکاره | ۱۴٬۴۴۸              | لایپه        | ۳۴۹                |
| دهستان شبانکاره | شهر شبانکاره | ۱۴٬۴۴۸              | شاه فیروز    | ۳۱۸                |
| دهستان شبانکاره | شهر شبانکاره | ۱۴٬۴۴۸              | سمیعا        | ۲۷۵                |
| دهستان شبانکاره | شهر شبانکاره | ۱۴٬۴۴۸              | چهل زرعی عرب | ۱۲۵                |
| دهستان شبانکاره | شهر شبانکاره | ۱۴٬۴۴۸              | بنه عباس     | ۱۰۰                |
| دهستان شبانکاره | شهر شبانکاره | ۱۴٬۴۴۸              | بنه محمد     | ۶۵                 |
| دهستان شبانکاره | شهر شبانکاره | ۱۴٬۴۴۸              | شلدان و باغی | ۵۷                 |
| دهستان شبانکاره | شهر شبانکاره | ۱۴٬۴۴۸              | بنه حاج نعمت | ۳۲                 |
| دهستان شبانکاره | شهر شبانکاره | ۱۴٬۴۴۸              | چاه زنگی     | ۱۹                 |